# Metro Cammell Weymann
Metro Cammell Weymann (MCW) – dawne brytyjskie przedsiębiorstwo produkujące autobusy, utworzone w 1932 roku przez połączenie spółki Weymann Motor Bodies i oddziału przedsiębiorstwa Metro-Cammell produkującego nadwozia autobusowe.
Początkowo przedsiębiorstwo Metro Cammell Weymann zajmowało się produkcją jedynie nadwozi autobusowych, a od lat 70. XX wieku całych pojazdów. Dodatkowo w 1987 roku MCW rozpoczęło produkcję taksówki MCW Metrocab.
W 1989 roku spółka Metro Cammell Weymann została zlikwidowana.